# XVIII Premis de la Crítica de les Arts Escèniques
La divuitena edició dels Premis de la Crítica de les Arts Escèniques va correspondre a l'any 2015. El lliurament dels premis va tenir lloc a l'Antiga Fàbrica Estrella Damm de Barcelona, el 21 de març de 2016.
En aquesta edició es crearen, per primera vegada, els Premis de la Crítica d'Arts del Carrer (amb la categoria única de millor espectacle). Pel que fa als premis creats l'any anterior, els de dansa s'ampliaren amb les noves categories de millor ballarí, millor ballarina, millor coreografia i millor solo, i als premis de teatre familiar s'hi afegí la categoria de millor espectacle per a joves. En aquesta edició el jurat decidí atorgar un premi especial a Núria Espert. Des de la XV edició dels premis, l'any 2009, que no s'atorgava un premi especial malgrat que a la primera època dels guardons eren força freqüents i nombrosos en cada edició.

## III Premi Gonzalo Pérez de Olaguer
- Josep Ros Ribas, per la seva llarga trajectòria com a fotògraf especialitzat en arts escèniques.

## XVIII Premis de la Crítica de Teatre
| Categoria | Persona | Obra | Autoria | Direcció | Teatre |
| --- | --- | --- | --- | --- | --- |
| Millor espectacle | | | | | |
| - | El curiós incident del gos a mitjanit | Simon Stephens, a partir de la novel·la homònima de Mark Haddon | Julio Manrique | Teatre Lliure | |
| - | El público | Federico García Lorca | Àlex Rigola | TNC i Teatro de La Abadía | |
| - | L'art de la comèdia | Eduardo De Filippo | Lluís Homar | TNC | |
| Millor espectacle internacional | | | | | |
| - | Die Ehe der Maria Braun (El matrimoni de Maria Braun) | Julia Lochte, Florian Borchmeyer i Schaubühne de Berlín, a partir de la pel·lícula homònima de Rainer Werner Fassbinder                                                                                  | Thomas Ostermeier | Teatre Municipal de Girona (Temporada Alta 2015) | |
| - | En avant, marche! | Koen Haagdorens, Steven Prengels, NTGent i Cia. les ballets C de la B | Frank van Laecke, Alain Platel i Steven Prengels | Teatre Lliure (Grec 15) | |
| - | The Civil Wars | Milo Rau, Eva-Maria Bertschy i International Institute of Political Murder | Milo Rau | Mercat de les Flors (Grec 15) | |
| Millor musical | | | | | |
| - | Sugar (Ningú no és perfecte) | Jule Styne, Peter Stone, Bob Merrill i la productora Som-Hi Films, a partir de la pel·lícula Ningú no és perfecte de Billy Wilder                                                                        | Pau Doz i Bernat Hernández | TGB | |
| - | Molt soroll per no res | Marc Artigau, Manu Guix i Àngel Llàcer, a partir de l'obra homònima de William Shakespeare i composicions musicals de Cole Porter, Irving Berlin i Ignacio Herb Brown                                    | Àngel Llàcer i Manu Guix | TNC | |
| - | Shaking Shakespeare | Josep Fadó, Sheila Garcia, Moisès Maicas i Anna Soler, a partir de diverses obres i peces musicals inspirades en les obres de William Shakespeare                                                        | Moisès Maicas i Sheila Garcia | El Maldà | |
| Premi a les noves tendències | | | | | |
| - | Cosas que se olvidan fácilmente | Xavier Bobés i Centres d'Arts Escèniques de Terrassa (CAET) | Xavier Bobés | Teatre Principal de Terrassa (Festival TNT 2015), Casa Pastors (Temporada Alta 2015) i Mercat de les Flors | |
| - | La posibilidad que desaparece frente al paisaje | Cia. El Conde de Torrefiel, Pablo Gisbert, Tanya Beyeler, Amarante Velarde, Centres d'Arts Escèniques de Terrassa (CAET) i El Graner Espai de Creació                                                    | Tanya Beyeler i Pablo Gisbert | Teatre Alegria (Festival TNT 2015), El Canal de Salt (Temporada Alta 2015) i Mercat de les Flors | |
| - | Please continue (Hamlet) | Roger Bernat, Yan Duyvendak i Elèctrica Produccions | Roger Bernat i Yan Duyvendak | Casa Pastors (Temporada Alta 2015) | |
| Millor direcció | | | | | |
| Àlex Rigola | Marits i mullers | Àlex Rigola, Grup Focus, Trànsit Projectes, Teatro de La Abadía i Cia. Heartbreak Hotel, a partir de la pel·lícula homònima de Woody Allen                                                               | - | La Villarroel | |
| Àlex Rigola | El público | Federico García Lorca | - | TNC i Teatro de La Abadía | |
| Lluís Pasqual | El rei Lear | William Shakespeare | - | Teatre Lliure | |
| Julio Manrique | El curiós incident del gos a mitjanit | Simon Stephens, a partir de la novel·la homònima de Mark Haddon | - | Teatre Lliure | |
| Millor actriu principal | | | | | |
| Clara Segura | Conillet | Marta Galán i Bitó Produccions | Marc Martínez | Teatre Lliure | |
| Clara Segura | Una giornata particolare | Oriol Broggi, Marc Artigau, Anna Madueño i Cia. La Perla 29, a partir de la pel·lícula homònima d'Ettore Scola i Ruggero Maccari                                                                         | Oriol Broggi | Biblioteca de Catalunya | |
| Anna Alarcón | Psicosi de les 4.48 | Sarah Kane | Moisès Maicas | La Seca - Espai Brossa | |
| Míriam Iscla | Dona no reeducable | Stefano Massini, a partir de la figura de la periodista Anna Politkóvskaia | Lluís Pasqual | Teatre Lliure | |
| Millor actor principal | | | | | |
| Pol López | El curiós incident del gos a mitjanit | Simon Stephens, a partir de la novel·la homònima de Mark Haddon | Julio Manrique | Teatre Lliure | |
| Pablo Derqui | Una giornata particolare | Oriol Broggi, Marc Artigau, Anna Madueño i Cia. La Perla 29, a partir de la pel·lícula homònima d'Ettore Scola i Ruggero Maccari                                                                         | Oriol Broggi | Biblioteca de Catalunya | |
| Lluís Homar | L'art de la comèdia | Eduardo De Filippo | Lluís Homar | TNC | |
| Millor actriu de repartiment | | | | | |
| Mar Ulldemolins | Incerta glòria | Àlex Rigola i Cia. Heartbreak Hotel, a partir de la novel·la homònima de Joan Sales | Àlex Rigola | TNC | |
| Mar Ulldemolins | Marits i mullers | Àlex Rigola, Grup Focus, Trànsit Projectes, Teatro de La Abadía i Cia. Heartbreak Hotel, a partir de la pel·lícula homònima de Woody Allen                                                               | Àlex Rigola | La Villarroel | |
| Marta Angelat | Vilafranca, un dinar de festa major | Jordi Casanovas i Els Teatres Amics (Atrium de Viladecans, Kursaal de Manresa, L’Atlàntida de Vic, Teatre Auditori de Granollers, Teatre Auditori de Sant Cugat)                                         | Jordi Casanovas | Cal Bolet de Vilafranca, Teatre Auditori de Granollers, Teatre Auditori de Sant Cugat, Atrium de Viladecans, Kursaal de Manresa, L'Atlàntida de Vic, Teatre Fortuny, Teatre Lliure i Teatre Municipal de Girona (Temporada Alta 2015) | |
| Mima Riera | Mammón | Nao Albet, Marcel Borràs i Cia. La Brutal (1a part de la trilogia Tot pels diners) | Nao Albet i Marcel Borràs | Teatre Lliure | |
| Mima Riera | L'onzena plaga | Victoria Szpunberg i Cia. La Brutal (3a part de la trilogia Tot pels diners) | David Selvas | Teatre Lliure | |
| Millor actor de repartiment | | | | | |
| Ramon Madaula | El rei Lear | William Shakespeare | Lluís Pasqual | Teatre Lliure | |
| Manel Barceló | Vilafranca, un dinar de festa major | Jordi Casanovas i Els Teatres Amics (Atrium de Viladecans, Kursaal de Manresa, L’Atlàntida de Vic, Teatre Auditori de Granollers, Teatre Auditori de Sant Cugat)                                         | Jordi Casanovas | Cal Bolet de Vilafranca, Teatre Auditori de Granollers, Teatre Auditori de Sant Cugat, Atrium de Viladecans, Kursaal de Manresa, L'Atlàntida de Vic, Teatre Fortuny, Teatre Lliure i Teatre Municipal de Girona (Temporada Alta 2015) | |
| Manel Sans | Mammón | Nao Albet, Marcel Borràs i Cia. La Brutal (1a part de la trilogia Tot pels diners) | Nao Albet i Marcel Borràs | Teatre Lliure | |
| Manel Sans | Cleòpatra | Iván Morales i Cia. La Brutal (2a part de la trilogia Tot pels diners) | Iván Morales | Teatre Lliure | |
| Manel Sans | L'onzena plaga | Victoria Szpunberg i Cia. La Brutal (3a part de la trilogia Tot pels diners) | David Selvas | Teatre Lliure | |
| Millor text | | | | | |
| Nao Albet i Marcel Borràs | Mammón | Nao Albet, Marcel Borràs i Cia. La Brutal (1a part de la trilogia Tot pels diners) | Nao Albet i Marcel Borràs | Teatre Lliure | |
| Marta Galán | Conillet | Marta Galán i Bitó Produccions | Marc Martínez | Teatre Lliure | |
| Jordi Casanovas | Vilafranca, un dinar de festa major | Jordi Casanovas i Els Teatres Amics (Atrium de Viladecans, Kursaal de Manresa, L’Atlàntida de Vic, Teatre Auditori de Granollers, Teatre Auditori de Sant Cugat)                                         | Jordi Casanovas | Cal Bolet de Vilafranca, Teatre Auditori de Granollers, Teatre Auditori de Sant Cugat, Atrium de Viladecans, Kursaal de Manresa, L'Atlàntida de Vic, Teatre Fortuny, Teatre Lliure i Teatre Municipal de Girona (Temporada Alta 2015) | |
| Millor dramatúrgia o adaptació | | | | | |
| Marc Artigau i Oriol Broggi | Al nostre gust | Dramatúrgia a partir d'obres i textos d'una trentena d'autors, la majoria representades anteriorment per la Cia. La Perla 29, i prenent com a fil conductor l'obra Al vostre gust de William Shakespeare | Oriol Broggi | Biblioteca de Catalunya | |
| Àlex Rigola | Incerta glòria | Adaptació de la novel·la homònima de Joan Sales | Àlex Rigola | TNC | |
| Oriol Tarrasón | Somni americà | Dramatúrgia a partir de textos d'Arthur Miller, Tennessee Williams, Eugene O'Neill, William Saroyan, Erskine Caldwell, John Steinbeck, Woody Guthrie i Ben Reitman                                       | Oriol Tarrasón | Teatre Lliure | |
| Millor espai escènic | | | | | |
| Lluc Castells i Jose Novoa | L'art de la comèdia | Eduardo De Filippo | Lluís Homar | TNC | |
| Max Glaenzel | El público | Federico García Lorca | Àlex Rigola | TNC i Teatro de La Abadía | |
| Alejandro Andújar i Lluís Pasqual | El rei Lear | William Shakespeare | Lluís Pasqual | Teatre Lliure | |
| Millor vestuari | | | | | |
| María Araujo | Amor & Shakespeare | Guillem-Jordi Graells i Anexa, a partir de diverses obres de William Shakespeare | Josep Maria Mestres | Teatre Grec (Grec 15) | |
| Alejandro Andújar | El rei Lear | William Shakespeare | Lluís Pasqual | Teatre Lliure | |
| Míriam Compte | Molt soroll per no res | Marc Artigau, Manu Guix i Àngel Llàcer, a partir de l'obra homònima de William Shakespeare i composicions musicals de Cole Porter, Irving Berlin i Ignacio Herb Brown                                    | Àngel Llàcer i Manu Guix | TNC | |
| Millor il·luminació | | | | | |
| Carlos Marquerie | El público | Federico García Lorca | Àlex Rigola | TNC i Teatro de La Abadía | |
| Lluís Serra i Martí Torras Mayneris | Ciara | David Harrower | Andrés Lima i Martí Torras Mayneris | Teatre Akadèmia | |
| Albert Faura | Molt soroll per no res | Marc Artigau, Manu Guix i Àngel Llàcer, a partir de l'obra homònima de William Shakespeare i composicions musicals de Cole Porter, Irving Berlin i Ignacio Herb Brown                                    | Àngel Llàcer i Manu Guix | TNC | |
| Millor disseny de vídeo | | | | | |
| Mar Orfila | El curiós incident del gos a mitjanit | Simon Stephens, a partir de la novel·la homònima de Mark Haddon | Julio Manrique | Teatre Lliure | |
| Lala Gomà | Només són dones | Carmen Domingo i FEI (Factoria Escènica Internacional) | Carme Portaceli | TNC | |
| Francesc Isern | Una giornata particolare | Oriol Broggi, Marc Artigau, Anna Madueño i Cia. La Perla 29, a partir de la pel·lícula homònima d'Ettore Scola i Ruggero Maccari                                                                         | Oriol Broggi | Biblioteca de Catalunya | |
| Millor espai sonor | | | | | |
| Damien Bazin | El curiós incident del gos a mitjanit | Simon Stephens, a partir de la novel·la homònima de Mark Haddon | Julio Manrique | Teatre Lliure | |
| Nao Albet | El público | Federico García Lorca | Àlex Rigola | TNC i Teatro de La Abadía | |
| Nao Albet | Incerta glòria | Àlex Rigola i Cia. Heartbreak Hotel, a partir de la novel·la homònima de Joan Sales | Àlex Rigola | TNC | |
| Premi Revelació | | | | | |
| Oriol Pla | Ragazzo | Lali Álvarez i Cia. Teatre Tot Terreny, a partir de la figura de Carlo Giuliani | Lali Álvarez | Nau Ivanow i Teatre Eòlia | |
| Oriol Pla | Be God Is | Creació col·lectiva de la Cia. Espai Dual | Blai Juanet, Oriol Pla i Marc Sastre | Teatre del Raval (XX Mostra de Teatre de Barcelona) i Cafè Teatre Llantiol | |
| Lali Álvarez | Ragazzo | Lali Álvarez i Cia. Teatre Tot Terreny, a partir de la figura de Carlo Giuliani | Lali Álvarez | Nau Ivanow i Teatre Eòlia | |
| Quim Àvila | Ricard de 3r | Gerard Guix i Cia. À trois teatre | Montse Rodríguez | Sala Beckett | |
| Millor Sala | | | | | |
| El Maldà i Cia. Els Pirates Teatre | | | | | |
| Sala Hiroshima | | | | | |
| Sala Flyhard | | | | | |
| Premi Especial | - Núria Espert, per la seva dilatada trajectòria escènica i per la seva interpretació a El Rei Lear de William Shakespeare, estrenada al Teatre Lliure sota la direcció de Lluís Pasqual. | - Núria Espert, per la seva dilatada trajectòria escènica i per la seva interpretació a El Rei Lear de William Shakespeare, estrenada al Teatre Lliure sota la direcció de Lluís Pasqual.                | - Núria Espert, per la seva dilatada trajectòria escènica i per la seva interpretació a El Rei Lear de William Shakespeare, estrenada al Teatre Lliure sota la direcció de Lluís Pasqual. | - Núria Espert, per la seva dilatada trajectòria escènica i per la seva interpretació a El Rei Lear de William Shakespeare, estrenada al Teatre Lliure sota la direcció de Lluís Pasqual.                                             | - Núria Espert, per la seva dilatada trajectòria escènica i per la seva interpretació a El Rei Lear de William Shakespeare, estrenada al Teatre Lliure sota la direcció de Lluís Pasqual. |
| Jurat de Teatre | | | | | |
| Joan-Anton Benach, Jordi Bordes, Sergi Doria, Santi Fondevila, Andreu Gomila, César López Rossell, Iolanda G. Madariaga, Marcos Ordóñez, Juan Carlos Olivares, Ramon Oliver, Xavi Pardo, María José Ragué, José Carlos Sorribes i Andreu Sotorra | | | | | |

## II Premis de la Crítica de Dansa
| Categoria                                                                 | Persona                                     | Obra | Autoria                                              | Direcció                                                              | Teatre |
| ------------------------------------------------------------------------- | ------------------------------------------- | --- | ---------------------------------------------------- | --------------------------------------------------------------------- | ------ |
| Millor espectacle nacional de dansa                                       |                                             | |                                                      |                                                                       |        |
| -                                                                         | Medea                                       | Cia. Thomas Noone Dance, a partir de la Medea d'Eurípides                                                 | Thomas Noone                                         | Mercat de les Flors                                                   |        |
| -                                                                         | Vorònia                                     | Marcos Morau, Roberto Fratini, Pablo Gisbert i Cia. La Veronal                                            | Marcos Morau                                         | Teatre Grec (Grec 15)                                                 |        |
| -                                                                         | Foot-ball                                   | Cia. Gelabert/Azzopardi i Mediapro                                                                        | Cesc Gelabert                                        | TNC i Teatre Municipal de Girona (Temporada Alta 2015)                |        |
| Millor espectacle internacional de dansa                                  |                                             | |                                                      |                                                                       |        |
| -                                                                         | The Blind Poet                              | Jan Lauwers, Elke Janssens, Maarten Seghers i Cia. Needcompany                                            | Jan Lauwers                                          | Teatre Principal de Terrassa (TNT 2015)                               |        |
| -                                                                         | À louer                                     | Cia. Peeping Tom, Gabriela Carrizo i Franck Chartier                                                      | Gabriela Carrizo i Franck Chartier                   | Mercat de les Flors (Grec 15)                                         |        |
| -                                                                         | El llac dels cignes                         | Piotr Ilitx Txaikovski i English National Ballet                                                          | Tamara Rojo, Garin Sutherland i Derek Deane          | Gran Teatre del Liceu                                                 |        |
| Millor ballarina                                                          |                                             | |                                                      |                                                                       |        |
| Lorena Nogal                                                              | Vorònia                                     | Marcos Morau, Roberto Fratini, Pablo Gisbert i Cia. La Veronal                                            | Marcos Morau                                         | Teatre Grec (Grec 15)                                                 |        |
| Lorena Nogal                                                              | Zelenstova                                  | Marcos Morau, Laia Duran, Lorena Nogal i Cia. La Veronal                                                  | Marcos Morau                                         | SAT! (XI Festival Dansat)                                             |        |
| Lali Ayguadé                                                              | Bèsties                                     | Camille Decourtye, Blaï Mateu Trias i Cia. Baró d'Evel                                                    | Camille Decourtye i Blaï Mateu Trias                 | Carpa de Baró d'Evel a la Plaça Margarida Xirgu (Mercat de les Flors) |        |
| Rocío Molina                                                              | Bosque Ardora                               | Rocío Molina, Mateo Feijoo, Rosario 'La Tremendita', Eduardo Trassierra, Dorantes i Pablo Martín Caminero | Rocío Molina, Mateo Feijoo i Rosario 'La Tremendita' | Mercat de les Flors                                                   |        |
| Millor ballarí                                                            |                                             | |                                                      |                                                                       |        |
| Juan Manuel Fernández Montoya ‘Farruquito’                                | Los Farruco y los Amaya                     | Farruquito, Karime Amaya, Belén López, Sara Barrero i Tablao Flamenco Cordobés                            | Luis Pérez Adame                                     | Palau de la Música Catalana i Tablao Flamenco Cordobés                |        |
| Juan Carlos Lérida                                                        | Al cante                                    | Juan Carlos Lérida, David Montero i Asociación Flamenco Empírico                                          | Juan Carlos Lérida                                   | Mercat de les Flors (Festival Ciutat Flamenco 2015)                   |        |
| Manuel Rodríguez                                                          | Vorònia                                     | Marcos Morau, Roberto Fratini, Pablo Gisbert i Cia. La Veronal                                            | Marcos Morau                                         | Teatre Grec (Grec 15)                                                 |        |
| Millor coreografia                                                        |                                             | |                                                      |                                                                       |        |
| Jordi Cortés                                                              | Fuck-in-Progress                            | Jordi Cortés i Associació Kiakahart - Arts en Moviment                                                    | Jordi Cortés                                         | Mercat de les Flors (Grec 15)                                         |        |
| Roberto Olivan                                                            | A place to bury strangers                   | Roberto Olivan, Roberto Magro, Cia. Enclave Arts dels Moviment i Mercat de les Flors                      | Roberto Olivan                                       | SAT! (XI Festival Dansat)                                             |        |
| Guy Nader i Maria Campos                                                  | Time Takes The Time Time Takes              | Guy Nader, Maria Campos, Thais Hvid, Roser Tutusaus i Magí Serra                                          | Guy Nader                                            | Mercat de les Flors                                                   |        |
| Millor solo                                                               |                                             | |                                                      |                                                                       |        |
| Mauricio González (Celeste González)                                      | Wakefield Poole: visiones y revisiones      | Mauricio González (Celeste González), a partir de l'obra del ballarí i director de cinema Wakefield Poole | Mauricio González (Celeste González)                 | La Carbonera d'Olot (Sismògraf 2015)                                  |        |
| Sylvie Guillem                                                            | Bye (Part de l'espectacle Life in Progress) | Mats Ek                                                                                                   | Sylvie Guillem                                       | Auditori Parc del Castell de Peralada (Festival de Peralada 2015)     |        |
| Juan Carlos Lérida                                                        | Bailografía                                 | Juan Carlos Lérida i Asociación Flamenco Empírico                                                         | Juan Carlos Lérida                                   | Antic Teatre                                                          |        |
| Jurat de Dansa                                                            |                                             | |                                                      |                                                                       |        |
| Carmen del Val, Sara Estellés, Montse Otzet, Bàrbara Raubert i Jordi Sora |                                             | |                                                      |                                                                       |        |

## II Premis de la Crítica de Teatre Familiar
| Categoria | Persona             | Obra | Autoria                           | Direcció | Teatre |
| --- | ------------------- | --- | --------------------------------- | --- | ------ |
| Millor espectacle familiar                                                                                           |                     | |                                   | |        |
| - | Momo                | Anna Roca, Jesús Arbués, Marta Rius i Companyia de Teatre Anna Roca, a partir del conte homònim de Michael Ende | Jesús Arbués                      | Cal Monets (Mostra d'Igualada 2015), Teatre Principal d'Olot, El Born Centre Cultural, Factoria de les Arts Escèniques de Banyoles |        |
| - | Faboo               | Òscar Vidal, Jorge Redondo i Cia. Escena Creativa                                                               | Òscar Vidal                       | Teatre Tantarantana (Grec 15) |        |
| - | Patufet, el musical | Ferran González, Joan Miquel Pérez i Anexa                                                                      | Alícia Serrat i Joan Miquel Pérez | Teatre Coliseum i Teatre Victòria                                                                                                  |        |
| Millor espectacle per a joves                                                                                        |                     | |                                   | |        |
| - | Ragazzo             | Lali Álvarez i Cia. Teatre Tot Terreny, a partir de la figura de Carlo Giuliani                                 | Lali Álvarez                      | Nau Ivanow i Teatre Eòlia |        |
| - | Ricard de 3r        | Gerard Guix i Cia. À trois teatre                                                                               | Montse Rodríguez                  | Sala Beckett |        |
| - | Wasted              | Kate Tempest i Cia. Íntims Produccions                                                                          | Iván Morales                      | L'Amagatall de Tàrrega (FiraTàrrega 2015)                                                                                          |        |
| Jurat Familiar |                     | |                                   | |        |
| Ferran Baile, Jordi Bordes, Núria Cañamares, Iolanda G. Madariaga, Víctor Giralt, Andreu Sotorra i Josep M. Viaplana |                     | |                                   | |        |

## I Premi de la Crítica d'Arts del Carrer
| Categoria                                                                           | Persona    | Obra                                                                                           | Autoria                               | Direcció                                                                         | Teatre |
| ----------------------------------------------------------------------------------- | ---------- | ---------------------------------------------------------------------------------------------- | ------------------------------------- | -------------------------------------------------------------------------------- | ------ |
| Millor espectacle d'arts del carrer                                                 |            |                                                                                                |                                       |                                                                                  |        |
| -                                                                                   | La partida | Vero Cendoya, a partir de la pel·lícula L’arbitro de Paolo Zucca                               | Vero Cendoya i Adele Madau            | St. Eloi - Pla del dipòsit (FiraTàrrega 2015)                                    |        |
| -                                                                                   | Compra’m   | Cia. Insectotròpics, a partir del mite de la capsa de Pandora                                  | Cia. Insectotròpics                   | Plaça Hort del Barceloní (FiraTàrrega 2015) i Plaça Vella de Terrassa (TNT 2015) |        |
| -                                                                                   | CaRRoussel | Josep Maria Fonalleras, Imma Monsó, Marta Rojals, Francesc Serés, Màrius Serra i Cia. La Reial | Laia Alsina i Riera i Jordi Centellas | Plaça Margarida Xirgu (Grec 15)                                                  |        |
| Jurat Arts de Carrer                                                                |            |                                                                                                |                                       |                                                                                  |        |
| Marcel Barrera, Núria Cañamares, Imma Fernández, Aída Pallarés i Manuel Pérez Muñoz |            |                                                                                                |                                       |                                                                                  |        |